# Pyrocoelia opaca
Pyrocoelia opaca is een keversoort uit de familie glimwormen (Lampyridae). De wetenschappelijke naam van de soort is voor het eerst geldig gepubliceerd in 1885 door E. Olivier.